# Dataforvaltning
Dataforvaltning (eng. data management omfatter bl.a. data governance) omfatter regler og procedurer for forvaltning af data. Heri kan indgå en dataforvaltningsplan, hvor aktøren overvejer de mange aspekter af datastyring, metadatageneration, dataopbevaring og analyse inden man begynder indsamlingen. Formålet er at sikre, at data styres tilstrækkeligt godt i nutiden, og forberedt til langtidsbevarelse i fremtiden.

## Dataforvaltning i forskningen
En dataforvaltningsplan er et formelt dokument, der beskriver, hvordan aktøren vil håndtere sine forskningsdata både under og efter et forskningsprojektet.
Målet med en dataforvaltningsplan for forskningsdata er at hjælpe aktøren til at afklare de forskellige aspekter af dataforvaltning. Det gælder således skabelse af metadata, der kan sikre, at data kan genfindes, løbende bevaring af data undervejs og permanent bevaring efter projektets afslutning. På engelsk kaldes en dataforvaltningsplan for Data Management Plan (DMP).

### Hvorfor er det nødvendigt?
Det er nødvendigt at forvalte forskningsdata at sikre kvaliteten af disse, herunder at undgå snyd og plagiering og sikre muligheden for at forskningen kan bygge videre på eksisterende viden eller data. I takt med den teknologiske udvikling er der opstået mulighed for at skabe store datamængder i forbindelse med eksperimenter, målinger, registreringer og meget mere. Det sker inden for alle forskningsområder lige fra naturvidenskab til humaniora. Ved siden af de øgede krav til opbevaring og søgbarhed, som den øgede datamængde stiller, er der også i stigende grad krav til, at forskeren gør sine data helt eller delvis tilgængelige.
Denne udvikling medfører, at aktøren stilles overfor stigende krav til dokumentation af sine data og sin forskning i øvrigt. En DMP hjælper forskeren med at få afklaret de aspekter af dataforvaltning, der er relevante for det specifikke forskningsprojekt. Graham Pryor (2012) og Büttner (2011).

### Hvad er en DMP?
En DMP er en liste over spørgsmål, som forskeren skal besvare for at sikre, at data forvaltes i overensstemmelse efter gældende lovgivning og efterlever de krav, der stilles af universiteter, fonde og forskningsråd. Der er her store forskelle på hvad der ønskes dokumenteret. Donelly (2012) og Jensen (2011).
En række fælles temaer går igen flere steder:
- Generelle oplysninger: Information om data og dataformater
- Ejerskab: Politik for adgang, deling og genbrug
- Beskaffenhed: Metadataindhold og -format
- Forhold for data: Langtidsopbevaring og datastyring
- Organisation inkl. budgettering

For at hjælpe den enkelte forsker har Digital Curation Center (DCC) udviklet software, der gør det muligt at oprette en DMP, baseret på en kombination af de mange faglige krav og krav fra myndigheder og fonde.

### Forvaltning af forskningsdata er ikke omkostningsfrit
Forvaltning af forskningsdata kræver, at forskeren sørger for beskrivelse af data og for tilgængelighed og sikker bevaring. Hvis data skal være tilgængelige online, kræver det software, der kan håndtere søgning, adgang mv. I forbindelse med tilgængeliggørelse skal forskeren blandt andet sikre overholdelse af lovgivning omkring persondata, patenter og ophavsret. Disse emner vil normalt være indeholdt i en DMP. Ovenstående arbejdsproces kræver at forskerne har de nødvendige ressourcer til at betale for arbejdstimer og udstyr til rådighed. I Danmark kan man eksempelvis få opbevaret forskningsdata hos Dansk Data Arkiv (DDA).

### Forvaltning af forskningsdata i Danmark
I 2011 iværksatte Danmarks Elektroniske Fag- og Forskningsbibliotek en undersøgelse af hvorledes forskningsdata bliver forvaltet på danske universiteter. Undersøgelsen viste en stor grad af variation i forhold til hvilke data, der bliver lagret, langtidsbevaret, tilgængeliggjort og hvorledes dette foregår. Dette skyldes tilsyneladende forskelle i faglige traditioner, forskernes deltagelse i internationale projekter med deraf følgende forskellig praksis, universiteternes organisatoriske opbygning og forskellige behov blandt forskerne.
Videre viste undersøgelsen, at der, i det omfang data systematisk bliver opbevaret, er tale om lagring og ikke langtidsopbevaring og data bliver oftest ikke tilgængeliggjort. Men generelt viser undersøgelsen, at der er øget fokus på området. Dette afspejler sig blandt andet i, at det nyoprettede Danish e-Infrastructure Cooperation ser det som et strategisk mål at "Skabe en national, holdbar løsning" og "Etablere en national strategi på datamanagementområdet" . Et led i dette arbejde bliver at arbejde med DMP på et praktisk niveau.

### Danske institutioner og aktører
- Dansk Data Arkiv (DDA) Arkiveret 16. november 2012 hos  Wayback Machine
- Danmarks Elektroniske Fag- og Forskningsbibliotek (DEFF) Arkiveret 20. juni 2007 hos  Wayback Machine
- DeIC Arkiveret 3. august 2013 hos  Wayback Machine
- Digital bevaring Arkiveret 31. januar 2013 hos  Wayback Machine

### Danske projekter med store mængder digitale forskningsobjekter og data
- DigHumLab Arkiveret 26. december 2012 hos  Wayback Machine
- LARM (Webside ikke længere tilgængelig)
- Netarkivet Arkiveret 3. oktober 2015 hos  Wayback Machine og Netarkivet

### Eksempler på dataforvaltningsplaner
- Det nationale data center i Australien har samlet en række eksempler på DMP’ere Arkiveret 11. januar 2013 hos  Wayback Machine.
- DCC’s checkliste i forhold til at udarbejde en DMP Arkiveret 14. marts 2012 hos  Wayback Machine.
- Biomedicin
- Miljøbiologi
- Samfundsfag

### Udenlandske ressourcer
- Australian National Data Service (ANDS) Arkiveret 11. januar 2013 hos  Wayback Machine
- Digital Curation Center (DCC) Arkiveret 23. december 2012 hos  Wayback Machine
- Data Archiving and Networked Services (DANS) Arkiveret 14. januar 2013 hos  Wayback Machine